# Некропола са стећцима Борак
Некропола са стећцима Борак се налази на узвишењу Борак, поред села Бурати, на надморској висини од 140m. Десно од магистралног пута Соколац-Рогатица. Национални споменик налази се на локацији која обухвата Крамер село, општина Рогатица. На некрополи је евидентирано видљивих 212 стећака, од чега је већи број оријентисаних у правцу исток-запад, а мањи у правцу сјевер-југ.

## Историјат
Не постоји довољно података који би осветлили политичке и друштвене прилике овог краја током периода средњег века. На основу остатака материјалних културних добара може да се закључи да је у Рогатици, у средњем вијеку, постојало насеље. На то наводе двије значајне чињенице, а то су: траса старог дубровачког средњовјековног пута из Дубровника у Сребреницу, која је ишла преко Рогатице, и остаци утврђења које и данас постоји у близини самог мјеста. У докуменатуДубровачкога архива постоје подаци да је Рогатица у XIV и XV вијеку била центар богатог сточарског краја, који је Дубровник снадбјевао стоком. У то вријеме Рогатица је била везана за утврђење Борач, и за његове господаре Радиновиће, односно Павловиће.
Прва и старија тврђава је била на супротној страни Месића, између данашњих села Борача и Бричигова, гдје се и данас виде остаци тврђаве.
У временском периоду од 1417. па све до 1436. године Борач је постао веома важно одредиште каравана. Наводи се да је привлачило трговце, не само као главни град Павловића већ и као погодна етапна тачка за сјевероисточну Босну. Дубровачки пут се код Горажда одвајао и спуштао у Борач, а одатле је водио даље у Сребрницу и Зворник. Преко Борача су пролазили и трговци који су из долине Лима ишли за предио Врхбосне.
Када се Сребреница 1411. године нашла у посједу српске државе, Борач је постао погранични град. Дубровачка влада налаже својим трговцима да сву робу, одређену за Сребреницу и Зворник, растоваре у Борачу, на граници српске државе, и да ту чекају да се смире спорови настали око границе.

## Стећци
Појавом првих рудника и градова у средњовјековној Босни остварили су се сви предуслови за појаву стећака на овим просторима. Стећци, као нови начин обиљежавања гробова, у Европи почиње нешто раније (XII и XIII вијек). Средњовјековни камени надгробни споменици карактеристични су за подручје старе Босанске државе. Стећци се јављају као дио непрекинутог сепулкралног континуитета на босанском подручју чији коријени сежу дубоко у праисторијско вријеме. Стећци су раширени по читавој Босни и Херцеговини (осим Посавине и западног дијела Босанске крајине). Према свједочанствима натписа називи који се паралелно користе за стећке су: билиг, кäм, зламен, кућа,старе гробнице, каурско гробље, дивовско камење.
Име сећак долази од његове главне намјене да стоји изнад гроба као споменик, партицип глагола стајати — стојећи или, како се раније говорило стећи.

## Истраживачки и конзерваторско-рестаураторски радови
Дирекција Земаљског музеја из Сарајева је 50-тих година XX вијека започела истраживања некропола са стећцима. На локалитету Борак утврђено је да се налази око 150 стећака, од чега 110 сандука и око 40 сљемењака. Исто тако наводе да су стећци добро обрађени, али да су свега украшена 3 примјерка. Од тога један сандук и два сљемењака. Мотиви на њима су: полумјесец, розета, рука са мачем и представе пса, срне, човјека и медвједа.

### Садашње стање локалитета Борак
Задњи увид вршен је 2008. године када је установљено следеће стање:
- пребројано је укупно 214 видљивих стећака, а према конфигурацији терена да се закључити да би њихов број могао бити и већи;
- на већини стећака присутни су биљни организми, углавном лишајеви и маховина који разарају структуру камена, а засути су и лишћем (стећци су смјештени у младој храстовини);
- већини стећака није било могуће узети димензије, јер су дјелимично или у потпуности утонули и јако обрасли маховином;
- испод великог броја стећака примјећене су ископане рупе, које је вјероватно начинило разно звјериње, те су стећци и на тај начин угрожени;
- евидентирано укупно 34 сандука, од чега шест високих;
- већина стећака оријентисана је у правцу исток-запад, а мањи број одступа по правцу сјевер-југ.

## Степен заштите
Од новембра 2008. године историјско подручје Некропола са стећцима Борак је проглашено националним спомеником од стране Комисије за очување националних споменика Босне и Херцеговине.